# Neuderben
Neuderben ist ein Ortsteil der Einheitsgemeinde Elbe-Parey im Landkreis Jerichower Land in Sachsen-Anhalt.

## Geschichte

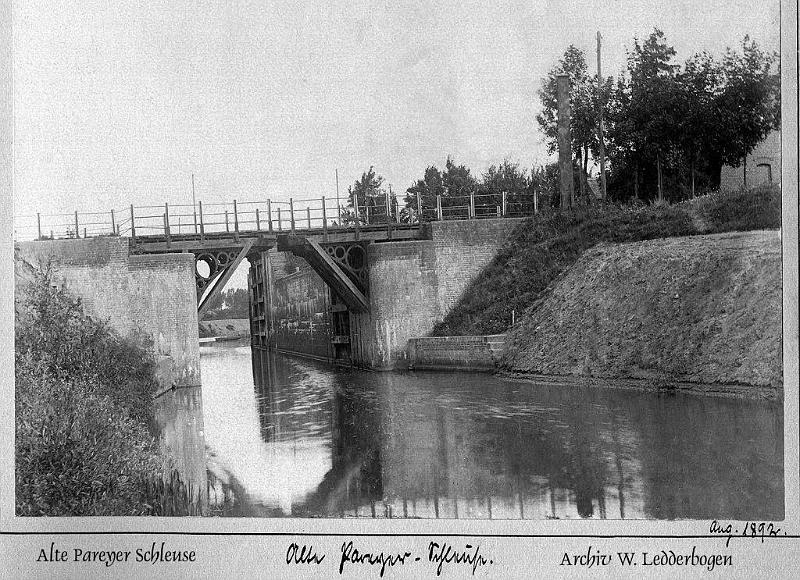
Die Alte Schleuse Parey im August 1892 bei Neuderben

Neuderben entstand am Nordufer des Plauer Kanals, der unmittelbar unterhalb der Alten Schleuse Parey in einen Altarm der Elbe einmündete, der darüber Mündungsarm des Kanals in die Elbe wurde. Nach dem Neubau der Schleuse Parey etwa 1,5 Kilometer westlich des alten Baus wurde der Betrieb der alten Schleuse eingestellt. Reste sind am südlichen Ortrand zu finden.

## Geografie
Der Ort liegt einen Kilometer nordnordöstlich von Parey und drei Kilometer südlich von Derben. Die Nachbarorte sind Derben im Norden, Seedorf im Nordosten, Bergzow im Osten, Ausbau im Südosten, Parey im Süden, Siedlung im Südwesten, Polte im Westen sowie Im Busch und Nachtweide im Nordwesten.

## Wirtschaft
In Neuderben am Pareyer Verbindungskanal liegt die Schiffswerft Bolle.